# بسکتبال در المپیک تابستانی ۱۹۳۶
بسکتبال در بازی‌های المپیک تابستانی ۱۹۳۶ نام رویداد ورزش بسکتبال در بازی‌های المپیک تابستانی بود که در سال ۱۹۳۶ برگزار شد. این مسابقات از ۷ تا ۱۴ اوت در برلین، آلمان برگزار شد.

## کشورهای شرکت کننده
- بلژیک
- برزیل
- کانادا
- شیلی
- چین
- چکسلواکی
- مصر
- استونی
- فرانسه
- آلمان
- ایتالیا
- ژاپن
- لتونی
- مکزیک
- پرو
- فیلیپین
- لهستان
- سوئیس
- ترکیه
- ایالات متحده آمریکا (۱۴)
- اروگوئه